# Alexander Wilkens
Alexander Friedrich Karl Wilkens (Hamburgo, 23 de maio de 1881 — 27 de janeiro de 1968) foi um astrônomo alemão.
Wilkens frequentou a Gelehrtenschule des Johanneums em Hamburgo e estudou matemática, física e astronomia na Universidade de Heidelberg, Universidade de Kiel (aluno de Paul Harzer, Paul Stäckel, Philipp Lenard) e Universidade de Göttingen (aluno de Felix Klein, Hermann Minkowski, Karl Schwarzschild). Obteve o doutorado em Göttingen em 1904, onde foi assistente no Arquivo Gauß. Foi depois assistente no Observatório Astronômico de Viena, Heidelberg (primeiro assistente em 1905/6), Hamburgo e de 1908 a 1916 observador no Observatório Astronômico de Kiel, dirigido por Harzer.
De 1916 a 1925 foi diretor do Observatório Astronômico de Wrocław. Em 1925 assumiu a direção do Observatório Astronômico da Universidade de Munique, como sucessor de Hugo von Seeliger.
Em 1934 foi forçado a renunciar a seu trabalho pelos nazistas, imigrando para a Argentina, onde foi professor universitário de 1937 a 1953 e trabalhou no Observatório Astronômico de La Plata. Depois retornou para Munique, como professor emérito da universidade.